# Campionats del món de ciclocròs de 2004
Els Campionats del món de ciclocròs de 2004 foren la 55a edició dels mundials de la modalitat de ciclocròs i es disputaren el 31 de gener i 1 de febrer de 2004 a Pontchâteau, Loira Atlàntic, França. Foren quatre les proves disputades.

## Resultats

### Homes
| Proves  | Or            | Plata           | Bronze              |
| Elit    | Bart Wellens  | Mario De Clercq | Sven Vanthourenhout |
| Sub-23  | Kevin Pauwels | Mariusz Gil     | Martin Zlámalík     |
| Júniors | Niels Albert  | Roman Kreuziger | Clément Lhotellerie |

### Dones
| Prova | Or                 | Plata             | Bronze            |
| Elit  | Laurence Leboucher | Maryline Salvetat | Hanka Kupfernagel |

## Classificacions

### Cursa masculina
| Pos. | Ciclista            | País    | Temps   |
| ---- | ------------------- | ------- | ------- |
|      | Bart Wellens        | Bèlgica | 1:02.19 |
|      | Mario de Clercq     | Bèlgica | m.t.    |
|      | Sven Vanthourenhout | Bèlgica | + 0.07  |
| 4.   | Daniele Pontoni     | Itàlia  | + 0.21  |
| 5.   | Ben Berden          | Bèlgica | + 0.24  |
| 6.   | Erwin Vervecken     | Bèlgica | + 0.29  |
| 7.   | Francis Mourey      | França  | + 0.38  |
| 8.   | Petr Dlask          | Txèquia | + 0.40  |
| 9.   | Michael Baumgartner | Suïssa  | + 0.49  |
| 10.  | Alessandro Fontana  | Itàlia  | + 1.09  |

### Cursa femenina
| Pos. | Ciclista               | País          | Temps  |
| ---- | ---------------------- | ------------- | ------ |
|      | Laurence Leboucher     | França        | 43.06  |
|      | Maryline Salvetat      | França        | + 0.37 |
|      | Hanka Kupfernagel      | Alemanya      | + 0.51 |
| 4.   | Ann Knapp              | Estats Units  | + 1.48 |
| 5.   | Alison Dunlap          | Estats Units  | + 1.54 |
| 6.   | Louise Robinson        | Regne Unit    | + 2.02 |
| 7.   | Marianne Vos           | Països Baixos | + 2.40 |
| 8.   | Corinne Sempe          | França        | + 2.43 |
| 9.   | Reza Hormes-Ravenstijn | Països Baixos | + 2.44 |
| 10.  | Birgit Hollmann        | Alemanya      | + 2.46 |

### Cursa masculina sub-23
| Pos. | Ciclista              | País    | Temps  |
| ---- | --------------------- | ------- | ------ |
|      | Kevin Pauwels         | Bèlgica | 49.38  |
|      | Mariusz Gil           | Polònia | + 0.08 |
|      | Martin Zlámalík       | Txèquia | + 0.35 |
| 4.   | Sébastien Minard      | França  | m.t.   |
| 5.   | Lukas Flückiger       | Suïssa  | + 0.18 |
| 6.   | Zdeněk Štybar         | Txèquia | + 0.25 |
| 7.   | Krzysztof Kuźniak     | Polònia | m.t.   |
| 8.   | Enrico Franzoi        | Itàlia  | m.t.   |
| 9.   | Klaas Vantornout      | Bèlgica | + 0.29 |
| 10.  | Wesley Van Der Linden | Bèlgica | m.t.   |

### Cursa masculina júnior
| Pos. | Ciclista            | País          | Temps  |
| ---- | ------------------- | ------------- | ------ |
|      | Niels Albert        | Bèlgica       | 40.33  |
|      | Roman Kreuziger     | Txèquia       | + 0.22 |
|      | Clément Lhotellerie | França        | + 1.29 |
| 4.   | Clément Cid         | França        | + 1.47 |
| 5.   | Petr Novotný        | Txèquia       | + 1.49 |
| 6.   | Jan Škarnitzl       | Txèquia       | + 2.05 |
| 7.   | René Lang           | Suïssa        | + 2.10 |
| 8.   | Thijs van Amerongen | Països Baixos | + 2.44 |
| 9.   | Damien Robert       | França        | + 2.46 |
| 10.  | Jonathan Lopez      | França        | + 2.46 |

## Medaller
| Pos. | País     | Or | Plata | Bronze | Total |
| 1    | Bèlgica  | 3  | 1     | 1      | 5     |
| 2    | França   | 1  | 1     | 1      | 3     |
| 3    | Txèquia  | 0  | 1     | 1      | 2     |
| 4    | Polònia  | 0  | 1     | 0      | 1     |
| 5    | Alemanya | 0  | 0     | 1      | 1     |